# Oberon (Dakota del Norte)
Oberon es una ciudad ubicada en el condado de Benson en el estado estadounidense de Dakota del Norte. En el censo de 2010 tenía una población de 105 habitantes y una densidad poblacional de 117,85 personas por km².

## Geografía
Oberon se encuentra ubicada en las coordenadas 47°55′26″N 99°12′23″O / 47.92389, -99.20639. Según la Oficina del Censo de los Estados Unidos, Oberon tiene una superficie total de 0.89 km², de la cual 0.88 km² corresponden a tierra firme y (0.87%) 0.01 km² es agua.

## Demografía
Según el censo de 2010, había 105 personas residiendo en Oberon. La densidad de población era de 117,85 hab./km². De los 105 habitantes, Oberon estaba compuesto por el 62.86% blancos, el 0% eran afroamericanos, el 31.43% eran amerindios, el 0% eran asiáticos, el 0% eran isleños del Pacífico, el 0% eran de otras razas y el 5.71% pertenecían a dos o más razas. Del total de la población el 9.52% eran hispanos o latinos de cualquier raza.